# ایلماری پارنایا
ایلماری پارنایا (فنلاندی: Ilmari Pernaja; ۱۰ فوریهٔ ۱۸۹۲ – ۲۰ ژوئیهٔ ۱۹۶۳) ژیمناست هنری اهل فنلاند بود.